# Shirley Bromberg
Shirley Thelma Bromberg Silverstein es una matemática colombiana, reconocida por sus trabajos en Teoría de la singularidad, geometría semi-riemanniana y sistemas dinámicos. Actualmente es profesora de la Universidad Autónoma Metropolitana.

## Trayectoria
Shirley nació en Colombia y realizó sus estudios de matemáticas en la Universidad Nacional de Colombia, donde también fue docente. Obtuvo su maestría y doctorado en el Departamento de Matemáticas del Centro de Investigación y de Estudios Avanzados del Instituto Politécnico Nacional en 1977.

## Áreas de Investigación
Su trabajo de investigación ha estado enfocado en la Teoría de Singularidades, Geometría Semi-Riemanniana y Sistemas Dinámicos, sobre los cuales ha escrito más de 20 artículos, 2 libros y ha impartido cursos y conferencias en congresos internacionales en Colombia, Guatemala, Nicaragua, Estados Unidos, Alemania, España, Polonia, Uzbekistán, Brasil y México. También ha hecho una amplia labor de difusión de la matemática, a través de artículos, conferencias y labor editorial para la Sociedad Matemática Mexicana.

## Publicaciones de Investigación Selectas
- Bromberg, Shirley; López de Medrano, Santiago Sur le lemme de Morse et le lemme de séparation dans l'espace de Hilbert. (French) [On the Morse and splitting lemmas in Hilbert space] C. R. Acad. Sci. Paris Sér. I Math. 316 (1993), no. 9, 909–912.
- Bromberg, S.; López de Medrano, S.Cr-sufficiency of quasihomogeneous functions. Real and complex singularities (São Carlos, 1994), 179–188, Pitman Res. Notes Math. Ser., 333, Longman, Harlow, 1995.
- Bromberg, Shirley; Medina, Alberto A homogeneous space-time model with singularities. J. Math. Phys. 41 (2000), no. 12, 8190–8195.
- Bromberg-Silverstein, Shirley; Moreno-Bromberg, Santiago; Roger, GuillaumeScale effects in dynamic contracting. Math. Financ. Econ. 15 (2021), no. 2, 431–472.

## Publicaciones de Divulgación Selectas
- Bromberg, Shirley; Pérez-Chavela, Ernesto The error that changed celestial mechanics. The vicissitudes of Poincaré. (Spanish) Miscelánea Mat. No. 57.1, [No. 58 on article running head] (2014), 137–152.
- Bromberg, Shirley; Saavedra, Patricia Remembering John von Neumann.(Spanish) Miscelánea Mat. No. 40 (2004), 95–114.
- Bromberg, Shirley The magician's hat. (Spanish) Lect. Mat. 24 (2003), no. 2,151–161.

## Libros Publicados
- Álgebra Lineal, Maria Jose Arroyo Paniagua; Shirley Thelma Bromberg Silverstein, Editorial Trillas, 2020.
- Análisis diferencial, Shirley Thelma Bromberg Silverstein y Juan José Rinvaud, Series Matemáticas superior. Serie de la sociedad matemática mexicana, Editor: Fondo de Cultura Económica, 1975.